# Saint-Maurice-de-Beynost
Saint-Maurice-de-Beynost là một xã ở tỉnh Ain, vùng Auvergne-Rhône-Alpes thuộc miền đông nước Pháp.